# Alfonso Calabrese
Alfonso Calabrese OFM (ur. 21 września 1917 w Ferentino, zm. 9 sierpnia 1974 w Rzymie) – włoski franciszkanin, kapłan, były Kustosz Ziemi Świętej.

## Życiorys
Alfonso Calabrese urodził się 21 września 1917 w Ferentino w prowincji Frosinone. Naukę na poziomie gimnazjalnym odbył w kolegiach zakonnych w Neapolu i Emmaus-El Qubeibeh w Palestynie. Do nowicjatu Kustodii Ziemi Świętej wstąpił 14 września 1935 w Nazarecie. Po złożeniu profesji czasowej kontynuował naukę w szkole zakonnej w Betlejem, następnie rozpoczął studia filozoficzno-teologiczne. Z powodu ciężkiej postaci cukrzycy studia musiał dokończyć we Włoszech. Święcenia kapłańskie przyjął w Cori 28 czerwca 1942. Nie mogąc podjąć jakiejkolwiek działalności duszpasterskiej na Bliskim Wschodzie, od święceń przebywał w Mediolanie. Założył w 1951 w Mediolanie Centrum Propagandy i Druku (wł. Centro Propaganda e Stampa). Centrum współpracowało z włoskimi komisariatami Ziemi Świętej. O. Calabrese został wybrany na Kustosza Ziemi Świętej przez definitorium generalne Zakonu Braci Mniejszych 6 lipca 1968. Z powodów zdrowotnych nigdy jednak nie dotarł do Jerozolimy i formalnie nie objął urzędu. Jako następcę o. Calabresego wybrano 7 maja 1969 Erminia Roncariego (prezydent kustodialny).
Pozostając w Mediolanie zakonnik organizował kongresy dla komisarzy Ziemi Świętej, przygotowywał publikacje o działalności franciszkanów i ich misji w Ziemi Świętej. Jego staraniem ukazywały się też materiały zdjęciowe i publikacje z 1. podróży apostolskiej papieża Pawła VI do Jordanii i Izraela w dniach 4-6 stycznia 1964. Przygotowany staraniem Centrum Propagandy i Druku pod dyrekcją o. Calabresego film dokumentalny Ritorno alle sorgenti (wł. Powrót do źródeł) wyświetlany był na specjalne życzenie papieża Pawła VI w jego apartamentach w pałacu apostolskim na Watykanie. Centrum wydało również Cristo nella sua Terra (wł. Chrystus na swojej ziemi), zbiór 526 przeźroczy z dziesięcioma broszurami zawierającymi ich opisy autorstwa Maurillia Sacchiego. Staraniem o. Calabresego Centrum Propagandy i Druku przyczyniło się do powstania następujących filmów:
- Il silenzio della gioventù
- Dal Giordano al Tabor
- Incontro di Emmaus
- Natale a Betlemme
- Il lago di Gesù
- Gli ulivi dell’agonia
- Il cantico della Vergine
- La Madre
- La valle sotto il mare
- Francesco, crociato dell’Amore
- Crociati senz’armi
- Terra di Cristo
- Ritorno alle sorgenti

O. Alfonso Calabrese zmarł 9 sierpnia 1974 w klasztorze Delegazione di Terra Santa przy Via Matteo Boiardo w Rzymie.